# NGC 5715
NGC 5715 је расејано звездано јато у сазвежђу Шестар које се налази на NGC листи објеката дубоког неба.
Деклинација објекта је - 57° 34' 13" а ректасцензија 14h 43m 39,0s. Привидна величина (магнитуда) објекта NGC 5715 износи 9,8. NGC 5715 је још познат и под ознакама OCL 929, ESO 176-SC2.